# Chennai City Football Club 2019-2020
Questa voce raccoglie le informazioni riguardanti il Chennai City nelle competizioni ufficiali della stagione 2019-2020.

## Maglie e sponsor
| Casa | Trasferta |

## Organico

### Rosa
| N. |                     | Ruolo | Calciatore                          |
| -- | ------------------- | ----- | ----------------------------------- |
| 1  | Spagna (bandiera)   | P     | Nauzet Santana                      |
| 2  | India (bandiera)    | D     | Saravana Kumar Gopalakrishnan       |
| 4  | Spagna (bandiera)   | D     | Roberto Eslava                      |
| 5  | India (bandiera)    | D     | Kirandas Devadasan                  |
| 6  | India (bandiera)    | C     | Mashoor Shereef Thangalakath        |
| 7  | Spagna (bandiera)   | C     | Sandro Rodríguez                    |
| 8  | India (bandiera)    | C     | Lenin Mithran Mithralayam Shanmugan |
| 10 | Giappone (bandiera) | A     | Katsumi Yusa                        |
| 12 | India (bandiera)    | C     | Charles Anandraj Lourdusamy         |
| 14 | India (bandiera)    | A     | Syed Suhail Pasha                   |
| 15 | India (bandiera)    | C     | Vijay Nagappan                      |
| 16 | India (bandiera)    | D     | Shahabaaz Alam                      |

| N. |                    | Ruolo | Calciatore                |
| -- | ------------------ | ----- | ------------------------- |
| 17 | India (bandiera)   | C     | Pravitto Raju             |
| 19 | Uruguay (bandiera) | A     | Pedro Manzi               |
| 21 | India (bandiera)   | P     | Kabir Thaufiq             |
| 22 | India (bandiera)   | C     | Raja Pandi Soundrapandian |
| 23 | India (bandiera)   | C     | Shem Marton Eugene        |
| 24 | India (bandiera)   | A     | Ranjeet Pandy             |
| 27 | India (bandiera)   | D     | Jude Felix Nixon Francis  |
| 33 | India (bandiera)   | D     | Sri Ram                   |
| 37 | India (bandiera)   | C     | Karthik Govindswamy       |
| 41 | India (bandiera)   | P     | Tenzin Samdup             |
|    | Spagna (bandiera)  | C     | Adolfo Miranda            |

### Staff tecnico
- Akbar Nawas - Allenatore
- Satyasagara - Vice allenatore
- Mouriya  - Vice allenatore

## Calciomercato

### Mercato invernale
| Acquisti | Acquisti     | Acquisti  | Acquisti |
| R.       | Nome         | da        | Modalità |
| -------- | ------------ | --------- | -------- |
| D        | Tarif Akhand | Hyderabad | Prestito |
| A        | Jan Muzangu  | Basilea   | Prestito |

| Cessioni | Cessioni | Cessioni | Cessioni |
| R.       | Nome     | a        | Modalità |
| -------- | -------- | -------- | -------- |

## Risultati

### I-League
| Arbitro: | Kalarickal G. |

|                 |           |  |
| Pedro Manzi 50’ | Marcatori |  |

| Srinagar 26 dicembre 2019, ore 19:00 UTC+5:30 2ª giornata                                       | Real Kashmir | 2 – 1 referto         | Chennai City | TRC Turf Ground (6 010 spett.) |
| \| \| \| \| \| Danish Farooq Bhat 22’ Bazie Armand 27’ \| Marcatori \| 48’ Syed Suhail Pasha \| |              |                       |              |                                |
|                                                                                                 |              |                       |              |                                |
| Danish Farooq Bhat 22’ Bazie Armand 27’                                                         | Marcatori    | 48’ Syed Suhail Pasha |              |                                |

| Arbitro: | Kundu H. |

|                                                                                 |           |                 |
| Aser Pierrick Dipanda 78’ Thoiba Singh Moirangthem 87’ Sérgio Barboza Jr. 90+1’ | Marcatori | 85’ Pedro Manzi |

| Arbitro: | Roy D. |

|                       |           |                           |
| William Lalnunfela 9’ | Marcatori | 40’ (Rig.) Roberto Eslava |

| Arbitro: | Shivanad P. |

|                                                  |           |                                                        |
| Katsumi Yusa 26’ (Rig.) Mashoor Thangalakath 32’ | Marcatori | 45+3’ Khaiminthang Lhungdim 65’ (Rig.) Boubacar Diarra |

| Arbitro: | Meitei A. |

|                                         |           |                                                  |
| Mohammad Rashid 81’ Shibil Muhammed 90’ | Marcatori | 45’ Adolfo Miranda 55’ Pravitto Raju 77’ Sri Ram |

| Chennai 29 marzo 2020, ore 19:00 UTC+5:30 8ª giornata | Chennai City | – referto | Churchill Brothers | Marina Arena |

| Arbitro: | Sudhakaran S. |

|                  |           |  |
| Katsumi Yusa 50’ | Marcatori |  |

| Arbitro: | Rowan A. |

|  |           |                                          |
|  | Marcatori | 69’ Marc Jimenez 77’ (Rig.) Jaime Santos |

| Arbitro: | Kumar S. |

|                                            |           |                                              |
| Vijay Nagappan 65’ Jishnu Balakrishnan 70’ | Marcatori | 28’, 49’ Baba Diawara 28’ Francisco Gonzalez |

| Arbitro: | Kumar Gupta R. |

|                             |           |                                    |
| Lalkhaw Lalkhawpuimawia 87’ | Marcatori | 86’ Katsumi Yusa 90+3’ Jan Muzangu |

| Arbitro: | Sugandar M. |

|  |           |                   |
|  | Marcatori | 79’ Marcus Joseph |

| Imphal 16 febbraio 2020, ore 19:00 UTC+5:30 14ª giornata | TRAU     | 0 – 0 referto | Chennai City | Khuman Lampak Main Stadium\| Arbitro: \| Kumar M. \| |
| Arbitro:                                                 | Kumar M. |               |              |                                                      |

| Arbitro: | Kumar M. |

|                  |           |                                    |
| Katsumi Yusa 40’ | Marcatori | 54’ (Rig.) Rochharzela Rochharzela |

| Arbitro: | Crystal J. |

|  |           |                                     |
|  | Marcatori | 48’ Adolfo Miranda 60’ Katsumi Yusa |

| Arbitro: | Lairenlakpam A. |

|                  |           |                  |
| Baba Diawara 45’ | Marcatori | 67’ Katsumi Yusa |

| Arbitro: | Banerjee P. |

|                                                     |           |                                           |
| Mashoor Shereef Thangalakath 48’ Adolfo Miranda 48’ | Marcatori | 1’ Khanngam Horam 90’ (Rig.) Philip Adjah |

| Calcutta 22 marzo 2020, ore 19:00 UTC+5:30 20ª giornata | East Bengal | – referto | Chennai City | Salt Lake Stadium |

| Chennai 4 aprile 2020, ore 19:00 UTC+5:30 21ª giornata | Chennai City | – referto | Punjab | Marina Arena |

| Chennai 12 aprile 2020, ore 19:00 UTC+5:30 22ª giornata | Chennai City | – referto | Real Kashmir | Marina Arena |

### Andamento in campionato
| Giornata  | 1 | 2 | 3 | 4 | 5 | 6 | 7 | 8 | 9 | 10 | 11 | 12 | 13 | 14 | 15 | 16 | 17 | 18 | 19 | 20 | 21 | 22 |
| --------- | - | - | - | - | - | - | - | - | - | -- | -- | -- | -- | -- | -- | -- | -- | -- | -- | -- | -- | -- |
| Luogo     | C | T | T | C | T | T | C | C | C | C  | T  | C  | T  | C  | T  | T  | T  | T  | C  | C  |    |    |
| Risultato | V | P | P | N | N | V | P | P | V | V  | P  | V  | P  | N  | N  | V  | N  | X  | N  | N  |    |    |
| Posizione | 2 | 4 | 7 | 7 | 7 | 6 | 8 | 8 | 8 | 6  | 7  | 6  | 7  | 6  | 7  | 8  |    |    |    |    |    |    |

Legenda:

Luogo: C = Casa; T = Trasferta. Risultato: V = Vittoria; N = Pareggio; P = Sconfitta.

### Durand Cup
| Kalyani 7 agosto 2019, ore 19:00 UTC+5:30 1ª giornata    | Real Kashmir | 1 – 0 referto | Chennai City | Kalyani Stadium |
| \| \| \| \| \| Danish Farooq Bhat 90’ \| Marcatori \| \| |              |               |              |                 |
|                                                          |              |               |              |                 |
| Danish Farooq Bhat 90’                                   | Marcatori    |               |              |                 |

| Kalyani 14 agosto 2019, ore 15:00 UTC+5:30 2ª giornata                                              | Chennai City | 1 – 2 referto                    | FC Goa | Kalyani Stadium |
| \| \| \| \| \| Mashoor Shereef Thangalakath 16’ \| Marcatori \| 8’ Liston Colaco 30’ Nestor Dias \| |              |                                  |        |                 |
| |              |                                  |        |                 |
| Mashoor Shereef Thangalakath 16’                                                                    | Marcatori    | 8’ Liston Colaco 30’ Nestor Dias |        |                 |

| Kalyani 18 agosto 2019, ore 15:00 UTC+5:30 2ª giornata                                                           | Chennai City | 2 – 1                  | Army Green | Kalyani Stadium |
| \| \| \| \| \| Mashoor Shereef Thangalakath 42’ Shem Marton Eugene 66’ \| Marcatori \| 10’ (Rig.) Lallawmkima \| |              |                        |            |                 |
| |              |                        |            |                 |
| Mashoor Shereef Thangalakath 42’ Shem Marton Eugene 66’                                                          | Marcatori    | 10’ (Rig.) Lallawmkima |            |                 |

#### Classifica
|  | Pos. | Squadra      | Pt | G | V | N | P | GF | GS | DR |
|  | ---- | ------------ | -- | - | - | - | - | -- | -- | -- |
|  | 1.   | Real Kashmir | 7  | 3 | 2 | 1 | 0 | 5  | 0  | 5  |
|  | 2.   | FC Goa       | 7  | 3 | 2 | 1 | 0 | 3  | 1  | 2  |
|  | 3.   | Chennai City | 3  | 3 | 1 | 0 | 2 | 3  | 4  | -1 |
|  | 4.   | Army Green   | 0  | 3 | 0 | 0 | 3 | 1  | 7  | -6 |

### AFC Champions League

#### 1º turno preliminare
| Arbitro: | S. Kasymov |

|  |           |                        |
|  | Marcatori | 41’ Mahdi Abd Al Jabar |

### AFC Cup

#### 1º turno
| Arbitro: | Omar Mubarak Mazaroua Al Yaqoubi |

|                         |           |                                          |
| Adolfo Miranda 12’, 90’ | Marcatori | 64’ Mohamed Irufaan 67’ Ibrahim Mahudhee |

| Male 23 ottobre 2020, ore 20:30 UTC+5:30 2ª giornata | TC Sports | – referto | Chennai City | Rasmee Dhandu Stadium |

| Chennai 26 ottobre 2020, ore 20:30 UTC+5:30 3ª giornata | Chennai City | – referto | Bashundhara Kings | Marina Arena |

| Nilphamari 29 ottobre 2020, ore 20:30 UTC+5:30 4ª giornata | Bashundhara Kings | – referto | Chennai City | Sheikh Kamal Stadium |

| Malé 1 novembre 2020, ore 20:30 UTC+5:30 5ª giornata | Maziya | – referto | Chennai City | Rasmee Dhandu Stadium |

| Chennai 4 novembre 2020, ore 20:30 UTC+5:30 6ª giornata | Chennai City | – referto | TC Sports | Marina Arena |

La competizione è stata sospesa in aprile per l'esplosione della pandemia di Covid-19, con l'intenzione di riprenderla per la fine di giugno. Il 9 luglio è stato annunciato che la ripresa sarebbe avvenuta in settembre. Ma il 10 settembre la manifestazione è stata definitivamente annullata.

#### Andamento
| Giornata  | 1 | 2 | 3 | 4 | 5 | 6 |
| --------- | - | - | - | - | - | - |
| Luogo     | C | T | C | T | T | C |
| Risultato | N |   |   |   |   |   |
| Posizione | 3 |   |   |   |   |   |

Legenda:

Luogo: C = Casa; T = Trasferta. Risultato: V = Vittoria; N = Pareggio; P = Sconfitta.